# Villa Tempo
Villa Tempo was een Vlaams jongerenprogramma op het toenmalige TV1 en werd uitgezonden midden jaren 80.

## Concept
Het programma werd onder anderen geschreven door Hugo Matthysen en hoofdzakelijk gepresenteerd door Bart Peeters. Bea Van Der Maat en Marcel Vanthilt werkten eveneens zowel voor als achter de schermen mee aan het programma. In jaargang 1986 tekende Luc Janssen voor productie en muzieksamenstelling.

## De Hermannen
In een van de bekendste onderdelen van het programma verkleedden Bart Peeters, Hugo Matthysen en Marcel Vanthilt zich als de "Hermannen". Dit waren drie mannen die allemaal "Herman" heetten en er ook identiek hetzelfde uitzagen: wit-blonde krulpruiken, zonnebril en een zwarte smoking. Dit was een knipoogje naar het uiterlijk van de Duitse schlagerzanger Heino. Het trio voerde aldoor absurde gesprekken. De typetjes hadden ook een alter-ego: de Gebroeders Cools.

## Nalatenschap
Omdat Peeters, Vanthilt en Matthysen ook betrokken waren bij een ander jongerenprogramma dat ongeveer in dezelfde periode op de BRT werd uitgezonden, Elektron, wordt de inhoud van deze shows weleens met elkaar verward. De Hermannen vonden echter hun oorsprong in "Villa Tempo".